# مسعود اندرابی
محمد مسعود اندرابی معروف به مسعود اندرابی (زاده اردیبهشت‌ماه ۱۳۵۹) ده‌صلاح، ولسوالی اندراب، ولایت بغلان است. اندرابی از ژنرال‌های اردوی ملی افغانستان بوده است.
محمد مسعود اندرابی مدتی به عنوان رئیس اداره امنیت ملی افغانستان مشغول به کار بوده و همچنین برای مدت هفت سال در دفتر توسعه سازمان ملل کار کرده است.
مسعود اندرابی در تاریخ ۲۹ دی ماه ۱۳۹۷ با کسب ۲۱۴ رای اعتماد از مجلس افغانستان به مقام وزیر امور داخله منصوب شد و در تاریخ ۲۹ اسفند ماه ۱۳۹۹ توسط رئیس‌جمهور وقت اشرف غنی احمدزی از کار برکنار شد.

## زندگی‌نامه
محمد مسعود اندرابی (متولد ۴ اردیبهشت‌ماه ۱۳۵۹)ولسوالی اندراب، ولایت بغلان در شمال افغانستان است. او دانش‌آموخته رشته مدیریت فناوری اطلاعات است.
وی در کنار زبان فارسی به زبانهای عربی، اردو و انگلیسی صحبت می‌کند.
مسعود اندرابی ازدواج کرده و دارای دو دختر و یک پسر است.